# Pernille Sanvig
Pernille Sanvig (26 november 2005) is een voetbalspeelster uit Denemarken. Ze speelt op huurbasis als middenvelder voor BK Häcken in de Damallsvenskan.

## Clubcarrière
Sanvig kwam in haar jeugdjaren uit voor Fortuna Hjørring en Kolding Q. In het seizoen 2021 maakte ze de overstap naar het eerste elftal van laatstgenoemde. Op 11 september 2021 debuteerde ze voor de club in de Elitedivisionen in een 0-1 thuisnederlaag tegen FC Thy-Thisted Q door in te vallen in de 86ste minuut. In het daaropvolgende seizoen ging de club over in Kolding IF en speelde Sanvig veertien competitiewedstrijden. Op 24 september 2024 maakte ze in een wedstrijd tegen haar voormalige club Fortuna Hjørring haar eerste doelpunt op het hoogste Deense voetbalniveau.
Sanvig tekende op 1 februari 2024 een contract bij het Duitse Eintracht Frankfurt tot 30 juni 2026.
Aanvankelijk maakte ze haar minuten in het tweede elftal van de club. Sanvig maakte haar debuut voor de hoofdmacht van Eintracht Frankfurt op 20 mei 2024 in een wedstrijd tegen 1. FC Köln. Ze viel in de blessuretijd van deze wedstrijd in voor Géraldine Reuteler. Op 9 februari 2025 maakte Sanvig in een met 9-0 gewonnen thuiswedstrijd tegen 1. FFC Turbine Potsdam haar eerste doelpunt in de Bundesliga.
Sanvig verlengde op 5 augustus 2025 haar contract bij Eintracht Frankfurt. Tegelijkertijd werd ze tot het einde van het seizoen 2025 verhuurd aan het Zweedse BK Häcken.

## Statistieken
| Seizoen | Club                | Land       | Competitie      | Wedstrijden | Doelpunten |
| ------- | ------------------- | ---------- | --------------- | ----------- | ---------- |
| 2021/22 | Kolding IF          | Denemarken | Elitedivisionen | 14          | 0          |
| 2022/23 | Kolding IF          | Denemarken | Elitedivisionen | 19          | 1          |
| 2023/24 | Kolding IF          | Denemarken | Elitedivisionen | 14          | 0          |
| 2023/24 | Eintracht Frankfurt | Duitsland  | Bundesliga      | 1           | 0          |
| 2024/25 | Eintracht Frankfurt | Duitsland  | Bundesliga      | 6           | 1          |
| 2025    | BK Häcken           | Zweden     | Damallsvenskan  | 0           | 0          |
| Totaal  | Totaal              | Totaal     | Totaal          | 54          | 2          |

Laatste update: 8 augustus 2025

## Interlandcarrière
Sanvig kwam met Denemarken -17 uit op het EK 2022 in Bosnië en Herzegovina. Ze speelde in alle drie de groepswedstrijden en werd op doelsaldo met haar land uitgeschakeld.
In 2022 debuteerde Sanvig voor Denemarken -19.